# Coppa Europa di atletica leggera 2007
La Coppa Europa di atletica leggera 2007 si è tenuta a Monaco di Baviera, in Germania dal 23 al 24 giugno.

## Struttura
Nel 2007 (i 22 e 23 giugno) la Coppa Europa ha fatto tappa in diverse località europee:
- La Super League è stata ospitata a Monaco, Germania
- La First League (girone A) è stata ospitata a Vaasa, Finlandia
- La First League (girone B) è stata ospitata a Milano, Italia
- La Second League (girone A) è stata ospitata a Odense, Danimarca
- La Second League (girone B) è stata ospitata a Zenica, Bosnia ed Erzegovina

## Classifiche finali

### Super league
| Pos | Nazione     | Pts  |
| --- | ----------- | ---- |
| 1   | Francia     | 116  |
| 2   | Germania    | 116  |
| 3   | Polonia     | 110  |
| 4   | Regno Unito | 101  |
| 5   | Russia      | 93   |
| 6   | Grecia      | 70   |
| 7   | Ucraina     | 58.5 |
| 8   | Belgio      | 53.5 |

| Pos | Nazione     | Pts  |
| --- | ----------- | ---- |
| 1   | Russia      | 127  |
| 2   | Francia     | 107  |
| 3   | Germania    | 94.5 |
| 4   | Polonia     | 89   |
| 5   | Ucraina     | 81   |
| 6   | Bielorussia | 80   |
| 7   | Grecia      | 75   |
| 8   | Spagna      | 64.5 |

|  | Retrocesse in 1st League |